# The Other Side of the Door (film 2016)
The Other Side of the Door è un film del 2016 diretto da Johannes Roberts e scritto da Roberts e Ernest Riera.

## Trama
Dopo aver perso suo figlio Oliver, annegato dopo un incidente stradale in India, Maria Harwood non si è mai ripresa dall'accaduto. Durante l'incidente, Maria è stata costretta infatti a salvare solo sua figlia minore Lucy: la gamba di Oliver era incastrata e non riusciva a tirarla fuori, motivo per il quale è ora consumata dal senso di colpa. Una notte, sua marito Michael la trova priva di sensi in seguito ad un tentativo di suicidio: in ospedale la donna viene confortata dalla sua governante Piki. Piki le chiede se vuole avere un'ultima chance per salutare suo figlio: la governante ha avuto un'esperienza analoga ed è riuscita a parlare con suo figlio andando in un luogo di confine fra il mondo dei vivi e il mondo dei morti. Piki ha una sola raccomandazione per Maria: qualsiasi cosa dica suo figlio lei non deve assolutamente aprire la porta che separa i due mondi oppure qualsiasi spirito potrebbe varcare la soglia. Maria tuttavia non riesce a non aprire la porta: in un primo momento non sembra accadere nulla, ma non appena torna a casa cose molto strane iniziano a capitare nella sua famiglia. In un'escalation di fatti insoliti, in cui delle misteriose creature sembrano voler reclamare qualcosa dalla famiglia Hardwood, la piccola Lucy sembra posseduta da una malefica entità.

## Produzione
Per la produzione del film è stato speso un budget di 5 milioni di dollari.

## Distribuzione
Previsto originariamente per febbraio 2016, il film è stato distribuito nel Regno Unito e negli Stati Uniti il 4 marzo 2016. In Italia è stato distribuito il 21 aprile 2016.

## Accoglienza

### Pubblico
Il film ha incassato 14,3 milioni di dollari al botteghino.

### Critica
Sull'aggregatore Rotten Tomatoes il film riceve il 35% delle recensioni professionali positive con un voto medio di 4.62 su 10 basato su 37 critiche, mentre su Metacritic ottiene un punteggio di 41 su 100 basato su 10 critiche.